# Prihradzany
Prihradzany este o comună slovacă, aflată în districtul Revúca din regiunea Banská Bystrica. Localitatea se află la altitudinea de 260 m deasupra n.m., se întinde pe o suprafață de 4,55 km2 și în 2017 număra 81 de locuitori.

## Istoric
Localitatea Prihradzany este atestată documentar din 1262.

## Demografie
| An:                | 1994 | 2004    | 2014   | 2024    |
| ------------------ | ---- | ------- | ------ | ------- |
| Număr de persoane: | 98   | 79      | 84     | 66      |
| Diferență:         |      | −19,38% | +6,32% | −21,42% |

| An:                | 2023 | 2024   |
| ------------------ | ---- | ------ |
| Număr de persoane: | 69   | 66     |
| Diferență:         |      | −4,34% |